# Cú lợn vàng Sulawesi
Cú lợn vàng Sulawesi (danh pháp hai phần: Tyto inexspectata) là một loài chim thuộc Chi Cú lợn, Họ Cú lợn (Tytonidae).. Cú lợn vàng Sulawesi là loài chim đặc hữu của đảo Sulawesi, Indonesia. Tên gọi trong tiếng Anh có nguồn gốc từ bán đảo Minahassa, nơi nó lần đầu tiên được mô tả như một con chim sinh sản, tuy nhiên, nó cũng được biết là sống ở phía bắc miền trung Sulawesi.
Cú lợn vàng Sulawesi có cánh ngắn với sải cánh dài 240–250 mm cũng phù hợp với môi trường sống trong rừng sâu. Nó dường như ưa thích rừng nhiệt đới không bị xáo trộn hoặc rừng mưa rối loạn nhẹ ở độ cao của 100–1600 m. Khi các khu rừng đất thấp chủ yếu trên bán đảo Minahasa đã bị phá hủy, sự sống còn của các loài phụ thuộc vào rừng núi không thể tiếp cận hơn. Loài được biết đến sinh sống ở hai khu vực lớn được bảo vệ (Bogani Nani Wartabone và vườn quốc gia Lore Lindu) được thành lập ở trung tâm Sulawesi và bán đảo Minahass. Dân số còn lại được ước tính là 2.500 - 10.000 cá thể.